# Kiko Veneno
José María López Sanfeliu (Figueras, Gerona, 3 de abril de 1952), más conocido como Kiko Veneno, es un músico español.

## Biografía

### Raíces
De ascendencia catalana por madre y castellana por padre, nace en 1952 en Figueras, pero ya con tres años vive en Cádiz y en su adolescencia se traslada a Sevilla, donde vive desde entonces.
Aunque su familia es de clase media en su juventud temprana va siendo influido por el underground a través de la música. Comienza a viajar por Europa, donde asiste a conciertos de artistas que le marcan, como Frank Zappa o Bob Dylan. Más tarde, a principio de los 70, viaja por EE. UU. donde abraza la contracultura y lo hippie. En 1973, en San Francisco (EE. UU.), conoce a un moronero gitano que le redescubre el flamenco.
Cuando retorna a España es señalado como un "hippo" y frecuenta a los (pocos) que están en los márgenes de la sociedad sevillana: gitanos, artistas, marginales y subversivos. Así, en 1975 conoce a Raimundo Amador.

### 1977-1980: Veneno
Con los hermanos Rafael y Raimundo Amador, forma el grupo Veneno. En 1977 publicaron el álbum homónimo producido por Ricardo Pachón. El carácter anárquico del grupo y su troupe hizo que la grabación fuera un verdadero caos el primer día, pero el segundo el productor vacía el estudio y graba casi todas las canciones solo con los músicos. En palabras del mismo Ricardo Pachón influyó en la inspiración y ejecución de los temas el hecho de que diluyera LSD en las bebidas.
El disco terminaría de grabarse el día que el Real Betis Balompié ganaba su primera Copa del Rey en el Calderón (1977), y al coincidir con las celebraciones Kiko se haría seguidor de este equipo. Otro dato interesante de este disco es que la primera edición del vinilo representaba una tableta de hachís en un papel de plata con el nombre "Veneno" grabado, portada que fue retirada, y cambiada por otra en la que solo se ven las letras grabadas, haciendo todo menos evidente.
Aunque no tuvo gran repercusión en su momento, es considerado en la actualidad un disco pionero y fundamental de la música española, especialmente en la fusión de otras músicas con lo flamenco.
Igualmente el vinilo, que en su momento no fue nada parecido a un éxito, se acabó convirtiendo en pieza de coleccionista codiciada. Con el tiempo ha alcanzado notables cifras de venta y variadas reediciones, incluso de la portada original, un artículo realmente difícil de encontrar.
En 1979 colaboró en el disco La Leyenda del Tiempo de Camarón de la Isla. La aportación de los jóvenes Veneno en el resultado final de este disco fue vital. Kiko es reconocido sobre todo por ser el autor de “Volando voy”, aunque también participó en otros temas del disco: “Mi niña se fue a la mar” (letra: F.G. Lorca / música: R. Pachón y Kiko Veneno), “Viejo mundo” (letra: Omar Jayam / música: Kiko Veneno) y “Homenaje a Federico” (letra: F.G. Lorca / música: R. Pachón y Kiko Veneno).
La narración de la época de Veneno y la colaboración en La leyenda del tiempo aparecerán en dos documentales: "Dame Veneno" (2007) y "Tiempo de leyenda" (2009).

### 1981-1989: Seré mecánico por ti
En 1982, en plena movida madrileña, se va a Madrid para grabar su primer disco en solitario: Seré Mecánico por Ti, producido por José Luis de Carlos, tras el que seguirían otros, sin obtener gran repercusión comercial. Durante los 80 hizo canciones para Martirio, a la que también le produjo su primer disco, y realizó varias colaboraciones con el programa de televisión La bola de cristal (TVE) como compositor y cantante. Sin embargo, no conseguía vivir profesionalmente de la música y compaginaba sus labores artísticas con otros trabajos.
Son años de huida hacia delante, donde no sabe cómo llegar al público, y se dedica a buscar, a intentos. Como Si tú, si yo (1984) un maxisencillo de tres canciones que ni siquiera parece suyo: los sintetizadores dominan un sonido plenamente ochentero, sin nada que apunte a Sevilla. El disco Pequeño Salvaje (1987) es otro cambio de dirección, y de nuevo tiene mucho que ver con la música de su época, pero ni el sonido ni las composiciones son las mejores. 
En esta sucesión de intentos el disco El Pueblo Guapeao (1989) es un punto y aparte y significa el regreso de Veneno, aunque sin Rafael Amador y sin Ricardo Pachón. Lo que ocurre aquí es que directamente la producción musical no existe y las mezclas no se llegan a hacer. 

### 1990-1999: Cachitos de hierro y cromo
Kiko llegó en aquellos años a pensar en dejar la música. Este último traspiés es descorazonador, pero le da una nueva forma de encarar como hacer un disco. Ya por aquellos años había conseguido un trabajo fijo que alejaba las necesidades económicas. Eso, unido a su experiencia, le da la estabilidad para poderse parar, para decir: voy a hacer un disco, pero solo si es el que yo quiero. Esta época es la que se verá reflejada posteriormente en el documental "Un día Lobo López" (2022).
En 1992 pasó a formar parte de la plantilla de BMG-Ariola y comenzó una nueva etapa en su carrera, quizá la de mayor éxito comercial, con la publicación de los álbumes Échate un cantecito (1992) y Está muy bien eso del cariño (1995), ambos producidos por Joe Dworniak. El primero de ellos, con el apoyo decisivo de Santiago Auserón, sacó a Kiko del malditismo gracias a canciones como "Echo de menos", "Lobo López", "Joselito" o "En un Mercedes blanco", que se convirtieron en éxitos y le permitieron dedicarse en exclusiva a la música. 
Como él mismo ha comentado en varias entrevistas, paradójicamente se dio a conocer ante el público mayoritario en España con un disco producido por un inglés, Joe Dworniak, y grabado en Londres. Échate un cantecito además debió mucha de su popularidad a una gira: "Kiko Veneno y Juan Perro vienen dando el cante", donde también participaron, entre otros, Raimundo Amador y Luis Auserón. 
En cuanto al disco Está muy bien eso del cariño de 1995, destaca el diseño de la cubierta, realizado por Javier Mariscal y la presencia de la guitarra flamenca de Raimundo Amador, que, junto con la producción de Dworniak, confiere al disco un sonido totalmente único. Temas a destacar son: "Viento de poniente", "Memphis blues", "Casa cuartel" o "Lince Ramón".
En 1992 Kiko apadrinó el nacimiento de un grupo que iba a llamarse Mártires del Compás, formado por Chico Ocaña, Raúl Rodríguez y José Caraoscura. Desacuerdos entre Ocaña y Kiko provocaron, sin embargo, que el grupo se separara en dos: Ocaña se apropió el nombre del grupo y continuó en solitario, y Raúl Rodríguez y José Caraoscura (con Kiko Veneno en la sombra) formaron Caraoscura. Estos publicaron un disco en 1995 titulado ¿Qué es lo que quieres de mí?.
En 1999 visitó Argentina para dar una serie de tres conciertos en La Trastienda, con un singular éxito de crítica y de público. Pese a eso, la compañía para la que trabajaba no satisfacía al artista, que pedía inútilmente que su música se editase también en otros países de Hispanoamérica y Europa.

### 2000-2011: Independiente
Tras otros tres discos de larga duración (Punta Paloma en 1997, Puro Veneno en 1998 y La Familia Pollo en 2000), Kiko precipitó el final de su contrato con Ariola (afirmaría más tarde que el poco apoyo de la discográfica fue lo que impidió que hiciera más álbumes de la calidad de Échate un cantecito y Está muy bien eso del cariño) y decidió que a partir de ese momento todos sus discos serían editados y comercializados por él mismo, tanto por medio de la distribución tradicional, como aprovechando las oportunidades que ofrece internet, a través de su sello Elemúsica. 
El primer disco de ese proyecto musical y empresarial fue Gira Mundial (2002), grabado junto a Pepe Begines (de No me pises que llevo chanclas). Fue uno de los primeros discos totalmente autoproducidos y planteados para la venta mediante la red en España. Después realizará la producción, junto con Charlie Cepeda —productor de Las Niñas y músico habitual de Kiko—, del primer disco en solitario de Pepe Begines: Mi Propia Película.
También coprodujo un disco junto a Cathy Claret y adaptó su canción "Esperanza" en su disco La familia Pollo. 
En septiembre de 2005 publicó El hombre invisible, después de casi dos años de proceso. En este álbum destacan las participaciones de Jackson Browne en "Hoy no", canción homenaje a Lennon y al pacifismo; Jorge Drexler en "Inspiración", plegaria en busca de belleza, y la guitarra de Raimundo Amador en "Satisfacción".
En 2006 formó el grupo G5 junto con Tomasito, Muchachito (Jairo Perera, de Muchachito Bombo Infierno) y los dos componentes de Los Delinqüentes (Ratón y Canijo). Su primer disco fue haciéndose en sesiones dispersas pero concentradas. Según los miembros del grupo, las canciones son hijas de todos, son concebidas sobre la marcha, y salen solas. Tucaratupapi, contiene el sencillo "40 forajidos". También cabe destacar "Calla", la aportación más clara de Kiko a este disco.
Destacar varios conciertos de esa época: en diciembre su grupo, la Banda del Retumbe, se trasladó hasta Vilna (Lituania). Y el año 2007 lo iniciaron en Nueva York, donde Kiko tocó en el mítico The Knitting Factory, gracias a su colega Jonathan Richman, que lo invitó a compartir su show.
A finales de 2007 Kiko comenzó un pequeño periplo internacional de conciertos. Fue primero a México, donde a veces coincidió con los Delinqüentes. Allí tocó en Guadalajara, León y Ciudad de México . Después viajó a California, donde su amigo Jackson Browne le brindó la oportunidad de compartir escenario con él en Santa Bárbara. Mientras iba perfilando el que iba a ser su último disco seguía tocando, y compartiendo escenario con artistas como los ya mencionados Jonathan Richman o Jackson Browne; y otros no menos importantes como Julieta Venegas, Jorge Drexler, Martín Buscaglia o Kevin Johansen. Estos últimos encuentros fruto de sus conciertos y viajes por Argentina, a la que vuelve en 2008 ya que se publica un recopilatorio titulado El mejor veneno por esas tierras.
En septiembre de 2010 publica Dice la gente, disco grabado durante el año anterior en  los Estudios Pocos de Sevilla, y producido por el propio Kiko Veneno, con la ayuda de su técnico de sonido Jacobo Fernández y Pablo Sánchez como auxiliar. De nuevo se recurrió a Joe Dworniak, esta vez para la mezcla. En este disco es muy importante la aportación de la banda habitual de Kiko Veneno que se implicó en la creación hasta sentir suyo el disco: Juan Ramón Caramés al bajo; Jimmy González en la batería; Raúl Rodríguez a la guitarra; Javi Valero con la guitarra eléctrica; Ana Gallardo y Anabel con las voces y teclados, y Ráfaga con sus percusiones. Destacar, a otro nivel, la participación de otros grandes músicos, y amigos como Javier Mas, Charlie Cepeda, Israel Galván o el resto de la formación del G-5.
En 2010 recibe la Medalla al mérito en las Bellas Artes, título honorífico concedido por el gobierno español a personalidades destacadas del mundo del arte.

### 2012-2018:El Pimiento Indomable& Discos en vivo
En 2012 se le concede el cuarto Premio Nacional de las Músicas Actuales, siendo precedido por Joan Manuel Serrat, Amaral y Santiago Auserón. Los miembros del jurado hicieron hincapié en “su contribución decisiva durante más de tres décadas y media a la integración de tradiciones musicales internacionales e hispanas, difundiendo el compás, enriqueciendo con ingenio y calidad poética el formato de la canción popular”.
Ese mismo año se celebró el vigésimo cumpleaños de Échate un cantecito con una reedición especial (canciones inéditas, vídeos, extras y una edición facsímil de un diario de la grabación que el propio artista escribió entonces) y con una gira por toda España que tuvo gran éxito.
Y aún dio el año para más: en marzo se encuentra con su amigo Martín Buscaglia en Montevideo para hacer las canciones de un disco conjunto, que acabará llamándose El pimiento indomable. Algunos temas venían ya trabajados por Skype, pero la mayoría surge allí mismo. En poco menos de un mes se acabaron de componer y grabaron casi todos los temas, y ese mismo verano se acabó la mezcla en Los Ángeles, en el mismo estudio en el que Bob Dylan había grabado Tempest hacía poco.
En paralelo, Kiko trabaja en otro disco con el productor Raül Fernández “Refree”, que acabaría llamándose Sensación térmica, . El álbum contiene canciones luminosas como "La vida es dulce", pero también hurga en la herida cuando es necesario, como con "Mala suerte”. También se acude a los clásicos, como en "Malagueña de San Juan de la Cruz", donde son musicados los versos de San Juan de la Cruz.
Conciertos destacados de ese año son el del 15 de agosto, tocando en Conil con los Pony Bravo, amigos a los que descubrió hace unos años y a los que aprecia y con los que comparte un espíritu libre y las ganas de seguir siendo sevillano pero de otra forma. El formato del concierto es atípico, ya que van alternándose en el escenario cada uno con su repertorio, para al final tocar juntos. En septiembre destacan dos conciertos: el 21 en JZ Festival de Shanghái y 23 en Pekín (China). Y en noviembre junto a Cordes del mon se crea una nueva experiencia: conciertos donde la banda de Kiko se ve acompañada de una orquesta de cuerdas. Se musican de forma especial muchos de los clásicos de Veneno y se dan varios conciertos en Barcelona, Manresa o Gerona.
Finalmente en 2014 editará El Pimiento Indomable  en España (Satélite K).
Durante ese año realiza una gira en marzo por EE. UU. y México, y otra por Andalucía y Extremadura en mayo y junio. En octubre se estrena el espectáculo “+ Solo que la una” en el Círculo de Bellas Artes de Madrid: un repaso a la biografía musical del artista. Kiko contando y cantando los temas de toda su vida con el apoyo gráfico de las ilustraciones de Akimoski. Y en noviembre vuelve a México DF para tocar y participar en unos talleres de creación conjunta de la Semana del autor. Junto a José Miguel Salinas (Dapuntobeat) compondrá varias canciones que serán tocadas tanto en la capital azteca como en Madrid (29 de noviembre en la Galileo Galilei).
En 2015 se presenta en España su nuevo álbum con conciertos en febrero y marzo. Es una gira sumamente atípica puesto que Martín Buscaglia y Kiko se enfrentan a las canciones prácticamente solos, sin banda, pero utilizan samplers y múltiples trucos escenográficos para sorprender al público.
En 2016, y por primera vez en su carrera editará un disco en vivo. Será Doble Vivo, donde recoge en un disco doble dos conciertos poco convencionales y muy distintos:  el espectáculo + Solo que la una y el concierto en la Sala Apolo, dentro del Festival Connexions, junto a Cordes del món (2013). En el primer disco "+ Solo que la una” Kiko se presenta sin acompañamiento, contando y cantando con una guitarra cómo ha ido haciendo canciones desde el 77 hasta hoy. Es una grabación esencial, que va a la raíz emocional de las canciones. Como acertada y destacada excepción también hay una colaboración con el Niño de Elche. En el segundo disco "Con Cordes del Mon” lo acompaña su Banda del Retumbe y la orquesta de cuerdas del Taller de Músics. La colaboración con Cordes del Mon, así como los arreglos de Refree (productor y músico) o Michael Thomas (director de orquesta y colaborador en el ámbito pop de figuras como Björk o Elvis Costello) conseguirá dotar de una nueva sonoridad a temas de siempre. Casi cuarenta músicos consiguiendo ambientes sonoros inéditos para temas familiares. Y hay una canción nueva: “La felicidad”.
Prepara un nuevo disco en un proceso largo, que durará casi tres años: Sombrero Roto, que vería la luz en abril de 2019 (Altafonte, Elemúsica). A la hora de ir al estudio en el verano de 2018 (Estudios La Mina, en Sevilla) ya están decididas las principales patas de este nuevo disco: por un lado una alegría vitalista, y de otra el gusto por una producción hipercuidada. En la producción y selección de canciones tiene especial incidencia el músico Martín Buscaglia, que asiste a la grabación venido desde América. Posteriormente se suma a la producción Santi Bronquio, que recrea algunos de los sonidos de las canciones. Así pues es un disco con una producción triple. A finales de ese mismo año, en diciembre, se estrena “La higuera”, primer sencillo y videoclip del disco.
Además en 2019 crea algunos temas para la banda sonora de Entre dos aguas, película de Isaki Lacuesta que ganará la Concha de Oro en el Festival de San Sebastián. Dicha película será nominada por su música y otros galardones tanto en los Gaudí catalanes como en los premios ASECAN andaluces.

### 2019-presente:Sombrero RotoyHambre
En febrero de 2019 se estrena un remix de "La Higuera" por Javi Harto, o Hartosopas. También se graba el vídeoclip en directo de ¨Vidas Paralelas¨, segundo sencillo del disco, que se estrena en marzo. Es una versión de la canción grabada, que tiene la particularidad de que cuenta con la participación del público.
En abril de 2019 sale Sombrero Roto (2019, Altafonte) en un único formato de disco libro. 
El disco representa una reinvención sonora de las canciones de Kiko ya que utiliza bases y sonidos electrónicos que complementa orgánicamente con instrumentos analógicos. Decisivos en la producción son el propio Kiko, Martín Buscaglia y Santi Bronquio. En la grabación, que transcurre entre Estudios pape (Sevilla) y La Mina (Sevilla) participa muy activamente su Banda del Retumbe. Finalmente la mezcla y masterización recae en Joe D´Worniak. 
El libro es un artefacto artístico que mezcla reflexiones y narraciones sobre la creación, los motivos y la forma de hacer canciones con pinturas, collages y diseños, en un recorrido por la vida y músicas de Kiko. Fue creado a la vez que Sombrero Roto, complementándolo, y se desarrolla desde los textos de Adán López y las creaciones artísticas de Carmela Alvarado y Marta Lafuente.
Ese año, en enero recibe el premio de la Academia de cine andaluza ASECAN por la canción del año en la película "Entre dos aguas". En septiembre acompaña a Pau Riba en su concierto para rememorar "Dioptria" tocando "L´home estatic". El 11 de octubre Kiko participa en el homenaje a Ceesepe en el Círculo de Bellas artes de Madrid "Va por Ceesepe". Allí toca un tema antiguo que hizo junto al artista plástico: "Desprecio". En noviembre recibe un galardón en los Premios Radiole. En diciembre participa en el concierto benéfico de Acción contra el hambre en el WiZink Center de Madrid. Crea una canción junto a Derby Motoretas Burritos Cachimba: Alas del Mar. También en noviembre el Moments de Málaga, Festival Internacional de Cultura y Arte popular Independiente, le concede un premio a su labor así como organiza dos expos relacionadas con su obra.
En 2020, los premios MIN, de la Asociación nacional de discográficas independientes, nombran Sombrero Roto el "Álbum del año" y le conceden a Kiko el "premio honorífico Mario Pacheco" en reconocimiento a toda su carrera. Además lo nominan en categorías como "disco pop del año" o "mejor directo". Otros reconocimientos al disco son la nominación a disco del año en los premios IMPALA de la asociación europea de discográficas independientes. y su inclusión entre los mejores discos del año por medios como Rockdelux, Efe Eme, Diario de Sevilla, Muzicalia, La Vanguardia, Astredupop, Jenesaispop, Mondo Sonoro, Indielovers, El Giradiscos, Secret Olivo, Ruta 66, ABC, El País o El Periódico de Catalunya.
En febrero ya se empieza a grabar junto a Javi Harto, que ejerce como productor, las canciones del que será un nuevo disco, Hambre. También sale la canción creada con los Derby Motoreta’s Burrito Cachimba: “Alas del Mar”. 
En marzo, ya en pleno confinamiento por las medidas COVID, Kiko inicia "Radio Virus" un intento de ayudar e inspirar a la gente. El lema es que "La música es medicina" y se suceden creaciones espontáneas y reflexiones. Algunas de estas canciones, como "Duele" terminarán siendo parte del nuevo disco Hambre. En abril, con el mismo espíritu de ayudar, saca como  homenaje a los médicos y sanitarios que son la primera línea de defensa ante la epidemia: "Hay gente". Todos los beneficios irán destinados a Médicos Sin Fronteras.
En mayo se estrena vídeo de otra canción de Sombrero Roto: "Obvio".
En junio, con restricciones muy importantes, se reinventa en directo con "Tocándote muy de cerca" conciertos en acústico y casi sin acompañamiento. En cuanto a su nuevo disco está ya casi terminado. "En la cuarentena han pasado muchas cosas y las canciones me han servido de refugio" dice Kiko el 19 de junio.
En septiembre participa en las manifestaciones reivindicativas del sector de la música #AlertaRoja, para pedir apoyo, ayudas a los trabajadores de base, y una legislación clara que no criminalice los conciertos en comparación con otros eventos.
Entre octubre de 2020 y junio de 2021 Kiko lanza varios sencillos de presentación del disco Hambre: el 30 de octubre de 2020 lanza el sencillo “Hambre”. El 4 de diciembre lanzaría “Días raros”, y en marzo del año siguiente lanzaría “Luna Nueva”. El disco entero, Hambre, se publica en formato CD el 21 de junio de 2021. 
El álbum es editado por Gran Sol y supone una nueva vuelta de tuerca al sonido que comenzó en Sombrero Roto. Pero más que una continuación es una reactualización: comandado en la producción por el propio Kiko y Javi Harto el álbum tiene una textura sonora más densa. El disco está lleno de ruidos encontrados, y sigue un camino de principio a fin, como una obra en la que las canciones fueran un continuo. Además contiene aproximaciones que aunque son verdaderas vueltas de tuerca sonoras son al mismo tiempo muy flamencas de raíz: “Hambre” y “Madera”, por ejemplo, que son variaciones sobre palos, pero con un sonido renovado.
Ese mismo año colabora con C. Tangana, en el sencillo "Los Tontos", que pertenece al LP "El madrileño" y en el cual Javi Harto ejerce como uno de los productores también. 
El 8 de enero de 2022, Kiko Venero fue uno de los cantantes participantes en el concierto solidario Más fuertes que el volcán, el cual fue organizado por Radio Televisión Española con el fin de recaudar fondos para los damnificados por la erupción volcánica de La Palma de 2021.
La gira "Un país para escucharlo" comienza 2022 con una serie de conciertos con Ariel Rot en un formato peculiar: siguiendo la estela del programa de TV (en cuyo primer programa participó el propio Kiko Veneno) colaboran en cada localidad con músicos locales, y otros artistas. Cada concierto es único y varía el repertorio.
Ese mismo año se embarca en varios proyectos para celebrar el 30º aniversario de Échate un Cantecito: Por una parte continúa la grabación de un largometraje documental sobre la creación del citado disco, titulado "Un día Lobo López" y que se estrenará en el Festival de Cine Europeo de Sevilla de ese año. Y por otra parte va cristalizando la idea de un concierto junto a Vera Fauna donde se recreen los temas del disco, colaboración que se estrena el 25 de noviembre en el Monkey Week (Sevilla).
Dentro de la gira de conciertos de Kiko de ese año, destaca, tanto por su formato como por su teatralidad,  el espectáculo "Solo en Sevilla" que tuvo una única representación el 22 de abril en el Teatro Lope de Vega. En esta mezcla de concierto y soliloquio el artista rememora su relación con Sevilla y va repasando su carrera junto a alguno de sus compañeros de andadura: Raimundo Amador, Lolo Ortega o Antonio Smash.
En 2023 hay nuevas fechas para la colaboración con Vera Fauna en la que se versiona Échate un cantecito. También se estrena, finalmente en salas de cine convencionales, el largometraje documental "Un día Lobo López" sobre la Sevilla del momento, el momento vital de Kiko Veneno y la creación de Échate un cantecito.
En cuanto a premios la película ha obtenido hasta ahora el de la asociación de escritores de cine andaluces ASECAN a mejor obra de no ficción en los premios de 2023.
En abril de 2025, en Logroño, ingresó en el Salón de la Fama de la Música Hispana como reconocimiento a su trayectoria. 

## Discografía

### Veneno
- Veneno (CBS, 1977).
- Si tú, si yo (Epic, 1984).
- El pueblo guapeao (Twins, 1989).

### Kiko Veneno
- Seré mecánico por ti (Epic, 1981).
- Pequeño salvaje (Nuevos Medios, 1987).
- Échate un cantecito (BMG Ariola, 1992).
- Está muy bien eso del cariño (BMG, 1995).
- Punta Paloma (BMG, 1997).
- Puro veneno (BMG, 1998) - recopilación de sus éxitos grabados de nuevo, algunos de ellos interpretados a dúo con otros artistas. También incluye dos canciones escritas por él pero que nunca antes había grabado con su nombre: "Volando voy" y "Los mánagers".
- La familia Pollo (BMG, 2000).
- El hombre invisible (Elemúsica, 2005) - reeditado en 2006 por Virgin con un DVD con una canción nueva, los videoclips y un documental sobre la grabación del disco.
- Dice la gente (Warner, 2010).
- Sensación térmica (2013).[23]
- Doble Vivo (Altafonte, 2016).
- Sombrero Roto (Altafonte, 2019)
- Hambre (Gran Sol, 2021)[24]

### Kiko Veneno y Martín Buscaglia
El Pimiento Indomable (2013 y 2014).

### Kiko Veneno y Pepe Begines
- Gira mundial (Elemúsica, 2002).

- Yo Soy Del Betis (Elemúsica, 2018).

### G-5
- Tucaratupapi (Elemúsica/Virgin, 2007), junto a Tomasito, Muchachito y Los Delinqüentes (Ratón y Canijo).

### Recopilaciones
- Aventuras y Desventuras de Kiko Veneno (BMG,1994) - recopila: Veneno, Sere mecánico por ti, maxi Si tú si yo.
- Pata palo (SONY 2000) recopila: Veneno, Sere mecánico por ti, maxi Si tú si yo.
- Un ratito de gloria (BMG, 2001) - incluye una canción que no aparece en ninguno de sus otros álbumes: "Torrente"
- En 2008 se publica en Argentina un recopilatorio de toda su carrera hasta la fecha: El mejor veneno (Discos Crack, 2008)

### Sencillos
- La Higuera (2018)
- Vidas paralelas (2019)

## Otros datos
- "Kiko Veneno - Flamenco Rock", de Luis Clemente, (editorial La Máscara) Biografía y entrevista.
- "Un día Lobo López" película documental protagonizada por Kiko Veneno y centrada en los años del LP Échate un cantecito. Dirigida por Alejandro G. Salgado y producida por La Maleta Films.

## Distinciones honoríficas
- Hijo Adoptivo de Sevilla (30/05/2023).[26]

## Reconocimientos
Premios MIN
| Año  | Categoría                           | Nominado/a    | Resultado | Ref.   |
| ---- | ----------------------------------- | ------------- | --------- | ------ |
| 2020 | Premio Mario Pacheco 2020           | Él Mismo      | Ganador   | [ 27 ] |
| 2020 | Premio The Orchard al Álbum del Año | Sombrero Roto | Ganador   | [ 27 ] |

- Medalla de Oro al Mérito en las Bellas Artes en 2009, otorgada por el Ministerio de Cultura.
- Premio Nacional de Músicas Actuales en 2012, otorgada por el Ministerio de Educación y Cultura.
- Premio de Honor Mario Pacheco a toda su carrera para la Unión Fonográfica Independiente UFI.
- Dice la gente (2010) fue premiado como Mejor Álbum de Pop Alternativo en los Premios de la Música 2011.
- Sombrero Roto (2019) fue considerado Álbum del año 2020 en los premios MIN la Unión Fonográfica Independiente UFI.
- Como curiosidad mencionar multitud de otros premios menos conocidos como el Premio al Mérito Rockero (Montilla) o el Moments (Málaga) además de que la BSO de “Entre dos aguas” ha sido nominada y recibido galardones en los Premios Gaudí, en los Premios de la Academia Andaluza ASECAN y en el Festival de San Sebastían. Así mismo la película “Un día Lobo López” recibió el premio a mejor obra de no ficción en los Premios 2023 de la Asociación de Escritores de cine Andaluces.